# Fabian Mund
Fabian Mund (* 25. April 1980) ist ein ehemaliger deutscher Biathlet. Er war einer der erfolgreichsten Juniorensportler seiner Sportart.
Er trat 1998 als Sportsoldat in die Bundeswehr ein. Seine erste Junioren-Weltmeisterschaft lief er 1998 in Jericho, wurde 24. im Einzel. Ein Jahr später in Pokljuka gewann er Bronze im Einzel und an der Seite von Andreas Stadler, Tillmann Helk und Daniel Graf mit der Staffel. Besonders erfolgreich war er 2000. In Hochfilzen gewann er alle möglichen vier Titel im Einzel, im Sprint, der Verfolgung und mit Kristian Mehringer, Daniel Graf sowie Andreas Birnbacher in der Staffel. Anschließend wurde er zum deutschen Juniorsportler des Jahres gewählt.
Ab 2003 startete Mund im Seniorenbereich, in dem er aber nie an seine Erfolge aus der Juniorenzeit anknüpfen konnte. Seinen Einstand gab er bei den Militärweltmeisterschaften 2003 in Jericho als 38. des Sprintwettbewerbs. 2004 trat er in Minsk im Einzel bei den Europameisterschaften an und wurde 20. Ein Jahr später wurde er in Nowosibirsk Elfter im Einzel. 2007 beendete er seine aktive Karriere.